# Granulenotes granulipennis
Granulenotes granulipennis là một loài bọ cánh cứng trong họ Cerambycidae.